# Marginalizam
Marginalizam vidimo kao izraz nastojanja da se prepozna vrednost i prizna dostojanstvo onim oblicima mišljenja, doživljavanja i življenja koji su potisnuti, zanemareni, zatureni i/ili prezreni. Pritom, od ključne je važnosti da marginalizam progovori mnoštvom jezika i iskustava, da ne prigušuje glasove koji doprinose punoći čoveka i pravednosti društva. U tom smislu, marginalizam se zasniva na svesnom izboru pojedinca da živi, promišlja i razvija autentične ideje koje često dolaze sa margine, bilo društva, bilo unutrašnjeg sveta. Marginalizam ne označava samo poziciju, već prvenstveno način razmišljanja, unutrašnju orijentaciju ka istini bez obzira na to koliko je ta istina u datom trenutku vidljiva, prihvaćena ili dominantna.
Marginalizam se, dakle, razlikuje od marginalnosti: dok je marginalnost rezultat procene većine, često u obliku isključenja ili zanemarivanja, marginalizam je autonoman izbor, način bivstvovanja koji proizlazi iz svesti, slobode i autentičnosti pojedinca.
Marginalac se sklanja od centra zato što traži prostor da ostane veran sopstvenim idejama, vrednostima i tišini iz koje rastu novi putevi.
Etimologija
Pojam potiče od latinskog "margo" (ivica, rub, granica) i sufiksa "-izam" (pravac, pristup). Dakle, marginalizam u bukvalnom smislu znači: pravac ili pogled sa margine, ili ideološko/metodološko usmerenje koje polazi od ivice, a ne centra. Kao filozofski, psihološki i kulturni pravac, marginalizam se fokusira na prostor tišine, kontemplacije i lične slobode na prostor izvan dominantnih tokova društva i rigidnih opozicija.
Teorijska osnova
U savremenoj interpretaciji, marginalizam je sistematski razrađen kroz dvadesetjednu teorijsku postavku koje je formulisao prof. dr Dražen Pavlica u svom radu Marginalije u odbranu margine (Beograd, 2025). Ove postavke obuhvataju psihoantropološke, aksiološke, gnoseološke, soteriološke, topološke, socioantropološke, teleološke, temporalne, filozofskoantropološke, antifatalističke, antistatične, političko-etičke, (protiv)disciplinujuće, kolektiv(ističk)ne, subverzivno-ironijske, estetičke, kultizujuće, potkulturne, ekološke dimenzije margine, ukazujući na njen potencijal da postane prostor istine, oslobađanja, stvaranja i promene.
U psihoantropološkom smislu, naročito u psihoterapijskom kontekstu, marginalizam je operacionalizovan kroz marginalistički psihoterapijski princip koji razvijaju psihoterapeut Petar Jeknić i psiholog Teodora Slavković Ovaj princip polazi od uvida da ono što je skrajnuto iz svesti, kao na primer delimične senzacije, potisnute misli i intuicije, može postati oslonac za lični razvoj i unutrašnju integraciju. On ne tretira simptom kao kvar, već kao signal. Terapijski rad se usmerava ka oslobađanju svesti da prepozna sopstvene autentične impulse, bez nužnog pripadanja i bez uslovljavanja formama.
Marginalizam u psihoterapiji se temelji na tri psihološka stuba:
- Povratak izvornim značenjima ključnih pojmova u psihoterapiji (stres, smisao, simptom...),
- Otvorenost za ideje i suptilne unutrašnje impulse,
- Ravnoteža između krajnosti, kroz traganje za optimumom.

U umetničkom smislu marginalizam je prikazan kroz radove o monotipijama Jelene Stojković, konzervatorke i restauratorke, a Hrvoje Krmpotić, muzičar, frontmen zagrebaćkog pank-rok benda Savršeni Marginalci svoje ideje pretočio je u rad Pojam marginalizma u glazbi kao refleks vremena koji je izlagao na konferenciji O marginalizmu u religiji, filozofiji, nauci i umetnosti. 
Istorija nastanka
Iako je konceptualno prisutan kroz istoriju, u delovanju ličnosti poput Isusa, Franje Asiškog, Jovana Krstitelja, Jana Husa ili savremenih „duhovnika bez crkve“, pojam marginalizam prvi put je eksplicitno upotrebljen na konferenciji Kultura hodočašća (Beograd, 2024). Teorijska artikulacija pojma marginalizam izvedena je iz rada Ideja marginalizma u koncertnim hodočašćima (Filip i Petar Jeknić, 2024), a dalje je razvijena na 25. konferenciji Marginalizam u religiji, filozofiji, nauci i umetnosti (Beograd, 2025), održanoj 18. i 19. maja 2025. godine u Domu omladine Beograda koju je organizovao CEIR Balkan na čelu sa prof. dr Zorica Kuburić. 
Na konferenciji su prezentovani temeljni radovi koji su postavili osnove marginalizma kao teorijskog, praktičnog i metodološkog pristupa:
- O marginalizmu, psihoterapeut Petar Jeknić[5][6]
- Marginalije u odbranu margine, prof. dr Dražen Pavlica [7]

Konferencija je predstavljala prekretnicu u akademskom legitimisanju marginalizma.
Razgraničenje sa pojmom marginalizacije
Važno je razlikovati pojmove marginalizacija i marginalizam. 
Pojmovi "marginalizam" i "marginalnost" nisu sinonimi, iako se na prvi pogled mogu učiniti srodnima. Marginalnost je deskriptivni termin koji označava poziciju na ivici društvenih, kulturnih ili ekonomskih struktura. To je stanje ili posledica isključenosti, bez nužno prisutnog svesnog izbora ili filozofske orijentacije.
Nasuprot tome, marginalizam podrazumeva svesni i kritički izbor da se pažnja usmeri ka onome što je potisnuto ili nevidljivo, kako bi se to transformisalo u autentičan lični, duhovni ili kreativni resurs. Marginalizam je, dakle, aktivna praksa, dok je marginalnost pasivna pozicija.
Marginalizam ne slavi marginu radi nje same, već je vidi kao prostor slobode, spasenja i stvaranja – prostor koji otvara mogućnost za novo mišljenje, osećanje i delanje.
1. ↑  https://www.youtube.com/watch?v=Slu-N1LZ-oI&list=PL9EAflFIkXamMgBSF1PZxU9mLnoNsEY5x&index
2. ↑  O marginalizmu, marginalističkom psihoterapijskom principu sa praktikumom, Emoracio centar, Kraljevo, 2025.
3. ↑  https://www.youtube.com/watch?v=HciqSpmQq9I&list=PL9EAflFIkXamMgBSF1PZxU9mLnoNsEY5x&index
4. ↑  https://emoracio.edu.rs/marginalizam/
5. ↑  https://www.youtube.com/watch?v=DuyVVPTWdow&list=PL9EAflFIkXamMgBSF1PZxU9mLnoNsEY5x&index
6. ↑  https://emoracio.edu.rs/o-marginalizmu/
7. ↑  https://www.youtube.com/watch?v=Slu-N1LZ-oI&list=PL9EAflFIkXamMgBSF1PZxU9mLnoNsEY5x&index